# Favorino Bastos Mércio
Favorino Bastos Mércio (Bagé, 19 de maio de 1917 - ?, 21 de fevereiro de 2004) foi um político brasileiro.
Promotor público, foi suplente de deputado estadual pelo Partido Social Democrático - PSD entre 1955 e 1959. Foi ministro interino da Educação, que assumiu algumas vezes no período de 13 de dezembro de 1967 a 30 de outubro de 1969. 
Foi Chefe da Casa Civil, Procurador e Promotor do Rio Grande do Sul, além de Ministro do Tribunal de Contas de Porto Alegre.